# Великогорбашівська сільська рада (Черняхівський район)
Великогорбашівська сільська рада (до 1946 року — Горбашівська сільська рада, до 1977 року — Малогорбашівська сільська рада) — колишня адміністративно-територіальна одиниця та орган місцевого самоврядування у Черняхівському районі Волинської округи, Київської й Житомирської областей УРСР та України з адміністративним центром у с. Велика Горбаша.

## Населені пункти
Сільській раді були підпорядковані населені пункти:
- с. Велика Горбаша
- с. Мала Горбаша

## Населення
Кількість населення ради, станом на 1923 рік, становила 1 010 осіб, кількість дворів — 215.
Відповідно до результатів перепису населення 1989 року, кількість населення ради, станом на 12 січня 1989 року, становила 1 115 осіб.
Станом на 5 грудня 2001 року, відповідно до перепису населення України, кількість мешканців сільської ради становила 982 особи.

## Склад ради
Рада складалася з 14 депутатів та голови.

## Керівний склад сільської ради
| ПІБ                   | Основні відомості                                                                                        | Дата обрання | Дата звільнення |
| --------------------- | --- | ------------ | --------------- |
| Ремез Ігор Васильович | Сільський голова, 1961 року народження, освіта                                                           | 26.03.2006   | 31.10.2010      |
| Ремез Ігор Васильович | Сільський голова, 1961 року народження, освіта середня спеціальна, член політичної партії 'Наша Україна' | 31.10.2010   |                 |

Примітка: таблиця складена за даними джерела

## Історія
Утворена 1923 року, з назвою Горбашівська, в складі сіл Велика Горбаша та Мала Горбаша Черняхівської волості Житомирського повіту Волинської губернії. 7 березня 1923 року увійшла до складу новоствореного Черняхівського району Житомирської (згодом — Волинська) округи. З 1946 року значиться як Малогорбашівська сільська рада, з фактичним адмінцентром у с. Велика Горбаша.
Станом на 1 вересня 1946 року та 1 січня 1972 року Малогорбашівська сільська рада входила до складу Черняхівського району Житомирської області, на обліку в раді перебували села Велика Горбаша та Мала Горбаша.
26 листопада 1977 року, відповідно до рішення Житомирського облвиконкому № 499 «Про перенесення центрів та перейменування деяких сільрад районів області», адміністративний центр ради перенесено до с. Велика Горбаша з перейменуванням ради на Великогорбашівську.
Виключена з облікових даних 17 липня 2020 року. Територію та населені пункти ради, відповідно до розпорядження Кабінету Міністрів України № 711-р від 12 червня 2020 року «Про визначення адміністративних центрів та затвердження територій територіальних громад Житомирської області», включено до складу Черняхівської селищної територіальної громади Житомирського району Житомирської області.